# Kość krucza

Szkielet gołębia z kością kruczą (nr 4)

Kość krucza (łac. coracoideum) – parzysty składnik obręczy kończyny górnej. Dobrze rozwinięta u ptaków, gadów i płazów. U ssaków została zredukowana do małego wyrostka kruczego na łopatce (wyjątkiem są stekowce). U ryb kość krucza wraz z łopatką tworzą obręcz barkową (pas barkowy) i powierzchnię stawową łączącą kręgosłup z płetwą piersiową. W odniesieniu do spodoustych nazwa kość krucza używana jest przez analogię do ryb kostnoszkieletowych.